# James Howard Kunstler
James Howard Kunstler (New York, 1948) è un saggista, giornalista e scrittore statunitense.

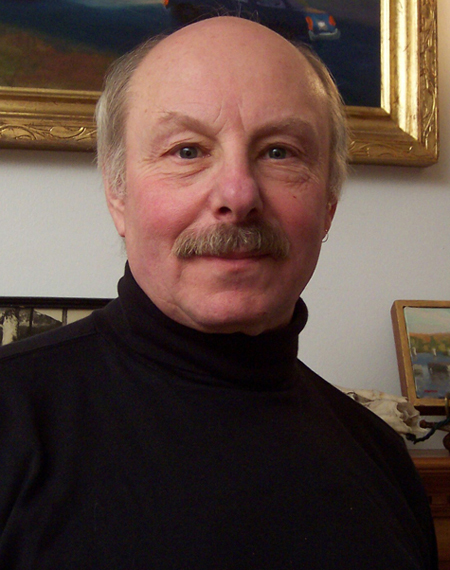
James Howard Kunstler (2007)

Scrive per The Atlantic Monthly e per il New York Times, e recentemente ha pubblicato il suo ultimo libro The Long Emergency (La Lunga Emergenza), tradotto in italiano con il titolo di Collasso. Il suo bestseller, The Geography of Nowhere, ha scatenato polemiche e profondi dibattiti ed è considerato uno dei testi più autorevoli di scienze sociali.